# 弗雷德·科普曼
弗雷德里克·贝斯·科普曼（Frederick Bayes Copeman）大英帝国勋章获得者（1907年至1983年）是一位英国志愿者，曾参加西班牙内战并指挥过英国营。他还因为为伦敦的防空工作做出了贡献而备受瞩目。

## 童年
弗雷德·科普曼于1907年出生在英格兰东萨福克郡贝克尔斯附近的旺福德联合济贫院。
他的母亲和哥哥乔治也住在那里。
起初，科普曼兄弟是济贫院里唯一的孩子，但在1916年，年仅九岁的弗雷德和乔治从济贫院搬到了贝克尔斯雷文斯米尔路上的儿童之家。
就在那里，科普曼收养了他的第一只狗，一只流浪狗，他叫它“邦妮”。 
不久之后，乔治被儿童慈善机构巴纳多基金会派往加拿大开始新的生活，而弗雷德“再也没有见过他，也没有收到他的消息”。

## 培训
在当年的英国，社会化抚养体系致力于让男孩们更早自己养活自己，从而减少抚养成本。因此，在12岁时，科普曼被送往诺福克郡的瓦茨海军学校接受航海生涯的准备。
两年后，14岁的他被招入英国皇家海军，被派往苏佛克的皇家海军恒河号，这是一处在岸海军训练基地。
皇家海军恒河号在英国皇家海军中的声誉参差不齐，既因其据说使用的严苛训练方法而闻名，旨在培养职业能力强、自给自足的军官和军官助理，也因其前学员的专业精神而闻名。
从皇家海军恒河号毕业后，科普曼被派往驻扎在马耳他的地中海舰队。
马耳他人的贫困给他留下了深刻的印象。
在那里，他学会了拳击，成为一名重量级地下拳击手赚取了收入。
他也差点有机会成为一名军官，因为他犯了一个“恶作剧”而被关进了马耳他的科拉迪诺（Corradina）监狱里待了三个星期。

## 因弗戈登哗变，1931年9月
1931年9月，作为应对大萧条的尝试之一，新的国民政府启动了公共支出削减。
海军支出削减转化为减薪10％（与公务员的全面10％削减相匹配）。
然而，这些削减并不平等地适用于所有军衔。
大西洋舰队的水手们于9月11日星期五下午抵达苏格兰的因弗戈登（在克罗默蒂湾上），从报纸报道中得知了这些削减。
当时，24岁的科普曼是一名在诺福克号巡洋舰服役的熟练水兵，他简明地描述了此次哗变的原因： 
当船上的水手们读到报纸上的新闻，显示大多数情况下较低级别的人员将比高级别的人员损失更多，此事彻底出乎意料。
实际的减薪幅度为：上将，7％；中校，3.7％；首席水兵，11.8％；而熟练水兵，则是23％。
这次哗变持续了两天（1931年9月15日至16日）。
科普曼和另一名熟练水兵Len Wincott成为了诺福克号罢工委员会的成员。
尽管这完全是一次和平哗变，皇家海军还是拘留了数十名带头人，并遣散了数百人，其中包括科普曼。
在《西班牙的圣战》（Crusade in Spain）一书中，
杰森·葛尼 (Jason Gurney)指出，科普曼并未被控告，这表明他的作用可能比他自称的“领袖”要小得多。 
艾伦·艾瑞拉(Alan Ereira)说，科普曼是八名头目之一，被赶出船坞大门，只给了他们13先令和一张火车票。 
根据艾瑞拉的说法，"有些人在德文港的船坞外面哭泣。他们不得不乞讨。"
科普曼自己稍后回顾了这件事情：
这次哗变是一个转折点……我开始理解领导的意义，更重要的是，我开始了解政治的意义。虽然在参加哗变的人们心中，这次事件并不是政治性的，但我无法不受到它的政治影响。共产党没有忽视那些在因弗戈登起了任何领导作用的人。温科特（Wincott）立即开始在国际劳工保卫组织工作，这是由英国共产党（Communist Party of Great Britain）控制的组织。几个月后，我自己也加入了这个组织，最终我们俩加入了党。大多数政治家都是利己主义者，我比大多数人更甚。在因弗戈登，我尝到了领导的滋味，并感受到了来自数千名追随者的支持带来的权力的刺激。党很快注意到了这一点，并将我拉入他们的积极关联中。不久之后，我就在他们一边参加了激烈的政治斗争，并且很喜欢。

## 工会活动积极分子
在皇家海军退役后不久，科普曼成为了全国失业工人运动的成员。他在就业交流所和其他地方组织了抗议和示威活动。1933年，他因违反政府禁止游行的规定，在旺兹沃思监狱（Wandsworth Prison）被监禁两个月。他获释后再次犯罪，被判在布里克斯顿监狱（Brixton Prison）服刑三个月。几个月后，他再次被捕并被判在沃姆伍德斯克鲁布斯监狱（Wormwood Scrubs）服刑四个月，这一次是劳役。

## 西班牙内战，1936–1939年
在许多其他共产党员的陪同下，科普曼决定加入保卫第二共和国的行列。他于1936年11月26日前往西班牙，加入了国际纵队的英国营。1937年2月在哈拉马河战役中，科普曼的手臂和头部受伤:
[战斗局势]进一步恶化，由于一个自封的指挥官...弗雷德·科普曼，一个巨大的牛一般的男人，他显然认为自己是一个由于他的巨大力量而被任命的神圣领袖——他曾是海军的重量级拳击手——尽管他几乎是文盲。在他的一生中，他总是用自己的拳头控制他所在的任何一群人。他完全没有身体上的恐惧，似乎对身体上的伤害几乎完全不关心。在这个场合，......[他]至少受了两处伤，一处在手上，另一处在头上，用野战敷料粗略包扎。到了那时，他几乎疯狂了，对所有看到的人下达完全无意义的命令，并表示如果他们不服从，他会砸碎他们的脸。幸运的是，他在这个阶段昏迷了，被人抬到了后方。"
科普曼似乎完全康复了，在返回营地后成为了指挥官。后来，在特鲁尔战役前，他因伤口并发症（一小块未拆除的炮弹碎片感染了）差点死亡，被永久性地遣返回国。

## 第二次世界大战以及之后
科普曼回国后的第一件事就是结婚。1938年5月21日在刘易舍姆登记处举行婚礼，"大约有1100人"在当晚的婚礼招待会上聚集在圣潘克拉斯市政厅。
然而，像许多归来的志愿者一样，科普曼对他在西班牙所看到的感到幻灭。作为英国共产党的执行委员会成员，他被邀请访问克里姆林宫，在那里他见到了著名的“热情之花”多洛雷斯·伊巴露丽。他对在苏联的见闻感到失望。回到英国后，在一场拳击斗殴之后，不久之后离开了英国共产党。
|  | 1938年回到英格兰后，他转而信仰道德再武装运动，然后转向天主教，在这两个组织中他短时间内成为一个受人注目的转变共产主义者。他后来写了一本混杂着无意义和自吹自擂的书。 |

英国安全情报机构军情五处长期对科普曼进行密切监视。
|  | 他的指挥官在文件中写道，科普曼是“那些会为每件事情大喊大叫的激进分子之一”。这位军官特别提到科普曼曾经被听到在德文港的街头唱《红旗歌》。 |

然而，当第二次世界大战来临时，“他在伦敦组织民防反抗伦敦大轰炸中发挥了重要作用，并获得了嘉奖”。
在政府确认不会强制疏散之后不久的1940年6月，科普曼在全国婴儿福利委员会的一次会议上发言。他引用他在西班牙的经历来辩称国家应该强制疏散：
 [在西班牙，我亲眼目睹]希特勒轰炸被疏散的城镇，我一遍又一遍地对自己说，'如果这些人趁机逃离的话该多好'...如果你指望人类自然的情感，指望母亲们自己把孩子送走，你的期望只会落空——显然，只要有机会她们不会和孩子分离。但如果疏散是强制性的，第一次空袭后，母亲们会感激那些送走孩子的人
在战争期间，科普曼担任地铁深处的庇护所管理员。 在这个职位上，他在白金汉宫给皇室做了几次讲座。他因此被授予不列颠帝国勋章（OBE），并获得了1946年新年荣誉的殊荣。不久之后，他加入了罗马天主教教会。
战后，他继续在政治上活跃，尽管多年来他变得温和了。他成为了一名“受欢迎的工会组织者”，并担任了刘易舍姆自治市议会的工党委员。他曾在1949年伦敦县议会选举中不成功地竞选刘易舍姆北部议席，以及1950年英国大选中的相应的国会选区。
他和妻子Kitty育有四个孩子，于1983年在伦敦去世。

## 著作
- Reason in Revolt. London: Blandford Press, London, 1948. ——自传

## 扩展阅读
- Jason Gurney, Crusade in Spain. London: Faber & Faber, 1974.
- Alan Ereira, The Invergordon Mutiny. London: Routledge, 1981.
- Len Wincott, Invergordon Mutineer. London: Weidenfeld, 1974.